# Ярыгин, Константин Никитич
Константин Никитич Ярыгин (род. 9 января 1948 года) — советский и российский учёный-биохимик, член-корреспондент РАМН (2007), член-корреспондент РАН (2014).
Брат — советский и российский биолог, академик РАМН В. Н. Ярыгин (1942—2013).
Племянник — российский травматолог и ортопед, член-корреспондент РАН Н. В. Ярыгин (род. 1971). Дочь российский акушер-гинеколог Н. К. Ярыгина.

## Биография
Родился 9 января 1948 года.
В 1971 году окончил отделение биохимии медико-биологического факультета 2-го МОЛГМИ им. Н. И. Пирогова.
В 1975 году защитил кандидатскую диссертацию (научный руководитель — В. Я. Бродский), в 1989 году — докторскую диссертацию.
Работал в отделе биохимии ЦНИЛ 4-го Главного управления МЗ СССР и во Всесоюзном кардиологическом научном центре изучал биохимию и фармакологию.
С 1996 по 2002 годы работал в университетах США.
В 2007 году избран членом-корреспондентом РАМН.
В 2014 году стал членом-корреспондентом РАН (в рамках присоединения РАМН и РАСХН к РАН).
В настоящее время — заведующий лабораторией клеточной биологии Институт биомедицинской химии имени В. Н. Ореховича.

## Научная деятельность
Ведёт исследования в области посттрансляционной геномики стволовых и опухолевых клеток, изучая подходы к управлению дифференцировкой, дедифференцировкой и передифференцировкой клеток, спектр генов, экспрессируемых стволовыми клетками человека, а также на изменениях экспрессии генов при дифференцировке, дедифференцировке и онкотрансформации.

## Награды
- Медаль имени А. Д. Сперанского РАМН (2008)